# نيقولا بوجاكسيو
نيقولا بوجاكسيو (ق. 1872 – 1919), المعروف أيضًا باسم نيكولا بوجاكسيو كان رجل أعمال ألبانيًا وسياسيًا وفاعل خير وأب الراهبة الرومانية الكاثوليكية والمبشرة الأم تريزا. شيدت شركته المسرح الأول لإسكوبية (الآن أنفيثا) وشارك في تطوير خط السكة الحديد الذي يربط كوسوفو بسكوبي – وهو مشروع قام بتمويله شخصيًا.